# Benna, Italien
Benna är en ort och kommun i provinsen Biella i regionen Piemonte, Italien. Kommunen hade 1 172 invånare (2018).